# Glypta longispinis
Glypta longispinis là một loài tò vò trong họ Ichneumonidae.